# Езекиево
Езекиево — деревня в Великоустюгском районе Вологодской области.
Входит в состав Юдинского сельского поселения, с точки зрения административно-территориального деления — в Юдинский сельсовет.
Расстояние по автодороге до районного центра Великого Устюга — 20 км, до центра муниципального образования Юдино — 21 км. Ближайшие населённые пункты — Холм, Ильинская, Олбово.
По переписи 2002 года население — 1 человек.